# Copa Intercontinental FIBA 2021
La Copa Intercontinental de 2021 fue la XXX edición del máximo torneo internacional a nivel de clubes de baloncesto, XXV bajo la denominación de Copa Intercontinental y VIII desde su reanudación en 2013.
De la misma participaron dos equipos, uno representando al continente europeo y otro en representación del continente americano. Por parte de Europa acudió el Hereda San Pablo Burgos, campeón de la Liga de Campeones de Baloncesto 2019-20 (no siendo la máxima competición continental) y por parte de América jugó la Asociación Atlética Quimsa, campeón de la Basketball Champions League Americas 2019-20.

## Sede
| Buenos Aires                                 |
| -------------------------------------------- |
| Estadio Obras Sanitarias                     |
| 34°32′44″S 58°27′29″O / -34.54556, -58.45806 |
| Capacidad: 3100 espectadores                 |
|                                              |

## Participantes
| Quimsa Campeón de la Basketball Champions League Americas 2019-20 | Hereda San Pablo Burgos Campeón de la Liga de Campeones de Baloncesto 2019-20 |

## Formato
El torneo cuenta con un único partido en una única sede. El ganador del encuentro se proclama campeón.

### Final
| 6 de febrero de 2021 | Quimsa                                                   | 73–82                                 | Hereda San Pablo Burgos                 |                                                                                            |  |
| 18:00 (UTC)          | Parciales: 20–25, 12–31, 23–11, 18–15                    | Parciales: 20–25, 12–31, 23–11, 18–15 | Parciales: 20–25, 12–31, 23–11, 18–15   |                                                                                            |  |
|                      | Estadísticas Robinson 25 Simpson 10 Cosolito, Robinson 3 | Reporte Pts Reb Asts                  | Estadísticas Benite 19 Rivero 10 Cook 9 | Pabellón: Buenos Aires, Argentina Árbitros: Roberto Vázquez Ademir Zurapović Andrés Bartel |  |

| Campeones de la Copa Intercontinental FIBA 2021 |
| ----------------------------------------------- |
| Hereda San Pablo Burgos 1.º título              |